# Rebelles (film, 1991)
Pour les articles homonymes, voir Rebelles.
Pour plus de détails, voir Fiche technique et Distribution.
Rebelles (Across the Tracks) est un drame américain indépendant, écrit et réalisé par Sandy Tung, sorti en 1991.

## Synopsis
Rebelles est l'histoire de deux frères au parcours différent qui doivent réapprendre à se connaître.
Joe (Brad Pitt), l'aîné, est un bon élève qui court dans l'équipe d'athlétisme de son école. Il veut absolument être finaliste des championnats scolaires régionaux afin d'obtenir une bourse d'études à l'université Stanford.
Billy (Rick Schroder), le cadet, est de retour dans sa ville, en liberté conditionnelle après avoir purgé une peine en maison de correction pour vol de voiture et délit de fuite. Billy essaye de s'amender de sa vie passée, mais ce n'est pas une chose facile.
Joe garde beaucoup de ressentiment à l'égard de son frère pour la peine qu'il a causé à leur mère (Carrie Snodgress), veuve à la suite du décès accidentel de leur père, et il considère que le retour de Billy est une tension inutile sur leur famille.
Contraint par son agent de probation de s'inscrire dans une autre école secondaire de l'autre côté de la ville, Billy tente d'éviter les ennuis, mais un ancien rival amoureux le force à se battre dès sa première journée, ce qui lui vaut des ennuis avec les autorités scolaires.
Louie (David Anthony Marshall) est l'ancien ami de Billy qui a participé au vol de voiture qui a valu à Billy sa condamnation à un an. Il est devenu un petit trafiquant de drogue et, reconnaissant du fait que Billy ne l'ait jamais « balancé », il veut lui faire prendre goût à sa vie insouciante de délinquant dealer. Mais Billy veut chasser ses vieux démons pour s'insérer dans la société, et seule sa mère le soutient.
Joe suggère ironiquement à son frère d'entrer dans l'équipe d'athlétisme de son école, en pensant que cela n'arrivera pas. Néanmoins, son entraîneur lui demande de faire un essai.
Billy ne ressemble pas à une star sur le stade, avec sa tenue inadaptée et ses longs cheveux gominés plaqués en arrière, mais au cours de cet essai, il démontre une vitesse surprenante sur 800 mètres, approchant de très peu le record de son ainé.
Impressionné, le coach l'intègre immédiatement dans l'équipe. Joe est également frappé par la performance de son frère : il lui propose de s'entrainer ensemble et lui fait même cadeau d'une paire de chaussures de course spéciales.
Les résultats de Billy lui valent bientôt d'être engagé dans l'épreuve finale du 800 m du comté, et comme il fréquente une école rivale de Joe, les deux frères seront donc en concurrence lors de cette grande rencontre qui permettra de déterminer si oui ou non Joe reçoit sa bourse d'études à Stanford. Avec la pression qui pèse sur lui pour prouver qu'il est le meilleur coureur dans le comté, Joe a du mal à aborder la compétition.
Le résultat de ce dilemme, c'est que la détermination de Billy et les encouragements de ses amis sont une occasion pour lui d'obtenir une revanche et de se destiner à une vie meilleure. Les deux frères deviennent inséparables et surmontent les situations difficiles dues aux influences extérieures pour solidifier leur relation l'un envers l'autre.
Joe finit par battre le record à 1:46.50, et Billy vient en deuxième position avec 1:46.67.

## Fiche technique
- Titre français : Rebelles
- Titre original : Across the Tracks
- Réalisation : Sandy Tung
- Scénario : Sandy Tung
- Production : Dale Rosenbloom - Desert Production U.S. Inc.
- Musique : Joel Goldsmith
- Directeur de la photographie : Michel Delahoussaye
- Montage : Farell Levy
- Costumes : Merrie Lawson
- Pays d'origine : États-Unis - Los Angeles (Californie)
- Format : couleurs - 1,85:1 - Dolby - 35 mm
- Genre : comédie dramatique
- Durée : 96 minutes
- Dates de tournage : août à octobre 1989
- Date de sortie : 1991

## Distribution
- Rick Schroder : Billy Maloney
- Brad Pitt : Joe Maloney
- Carrie Snodgress : Rosemary Maloney
- David Anthony Marshall : Louie
- Thomas Mikal Ford : Coach Welsh
- John Linton : Brad
- Cyril O'Reilly : Coach Ryder
- Annie Dylan : Linda
- Jack McGee : Frank
- Be Be Drake-Massey : Mrs Fisher